# Michel Fourniret
Michel Paul Fourniret (n. 4 aprilie 1942, Sedan, Champagne-Ardenne, Franța – d. 10 mai 2021, Paris, Métropole du Grand Paris, Franța) a fost un criminal în serie francez, care a mărturisit că a ucis 12 persoane în Franța și Belgia între 1987 și 2003. 
Michel Fourniret a fost arestat în Belgia în iunie 2003, după ce a încercat să răpească o fată, însă aceasta a reușit să scape. După investigații ulterioare, s-a descoperit că Fourniret era implicat în alte infracțiuni comise în Belgia și Franța. A fost extrădat în Franța la 9 ianuarie 2006 și a fost condamnat la închisoare pe viață în 2008 pentru 7 crime. Însă anchetatorii au continuat să descopere implicarea sa în alte crime comise între 1987 și 2001.
Soția sa, Monique Pierrette Olivier, a fost complice în aceste crime și a fost condamnată la o pedeapsă de 28 de ani de închisoare. La 2 iulie 2010, tribunalul pentru familie din Charleville-Mezierre a dizolvat căsătoria dintre Fournier și Olivier, care a durat 21 de ani.

## Începuturi
Michel Fourniret s-a născut în orașul Sedan din Franța, fiind fiul unui muncitor metalurgist și al unei gospodine. În copilărie, era un copil liniștit și inteligent, care își petrecea timpul cu șahul și muzica clasică. Mai târziu, el a susținut că a fost abuzat sexual de mama sa în copilărie.
După ce a trecut prin mai multe slujbe de jos, printre care muncitor forestier și supraveghetor școlar, Fourniret a fost arestat pentru prima dată în 1966 pentru agresarea sexuală a unei tinere fete.
În timp ce era încarcerat în 1984 pentru agresarea sexuală a altor 5 fete tinere, Fourniret a început să corespondeze cu Monique Olivier prin intermediul unui program de corespondență din închisoare. El i-a scris despre fanteziile sale de a viola și ucide fete virgine; ea i-a răspuns că îl va „ajuta” să își îndeplinească aceste fantezii dacă îi va ucide soțul. După ce a fost eliberat din închisoare în 1987, cei doi au început o relație și Fourniret a început să violeze și să ucidă fete tinere, având-o pe Olivier ca și complice.

## Crimele
La data de 11 decembrie 1987, Michel Fourniret și Monique Olivier s-au deplasat, în mașini separate, la Auxerre. Ei au urmărit-o pe Isabelle Laville, în vârstă de 17 ani, pe care o văzuseră cu o zi sau două mai devreme și pe care o vizau. Olivier a oprit mașina pe lângă Laville, rugând-o să-i ofere indicații și să o însoțească în mașină, ceea ce Laville a acceptat. Conducând pe șosea, Olivier a ajuns la locul unde Fourniret se afla cu mașina sa, pretinzând că aceasta era stricată. După ce Olivier, așa cum a plănuit, s-a prefăcut că îi oferă să îl ducă cu mașina, Fourniret s-a urcat în mașina ei. Fourniret a sufocat-o pe Laville cu o bucată de frânghie, după care Olivier a sedat-o cu Rohypnol. Cuplul a dus-o pe fată la casa lor din Saint-Cyr-les-Colons, unde Fourniret a violat-o și a strangulat-o. Ei au aruncat apoi corpul lui Laville într-o fântână abandonată din Bussy-en-Othe. Rămășițele ei au fost descoperite abia după 18 ani, la data de 11 iulie 2006.

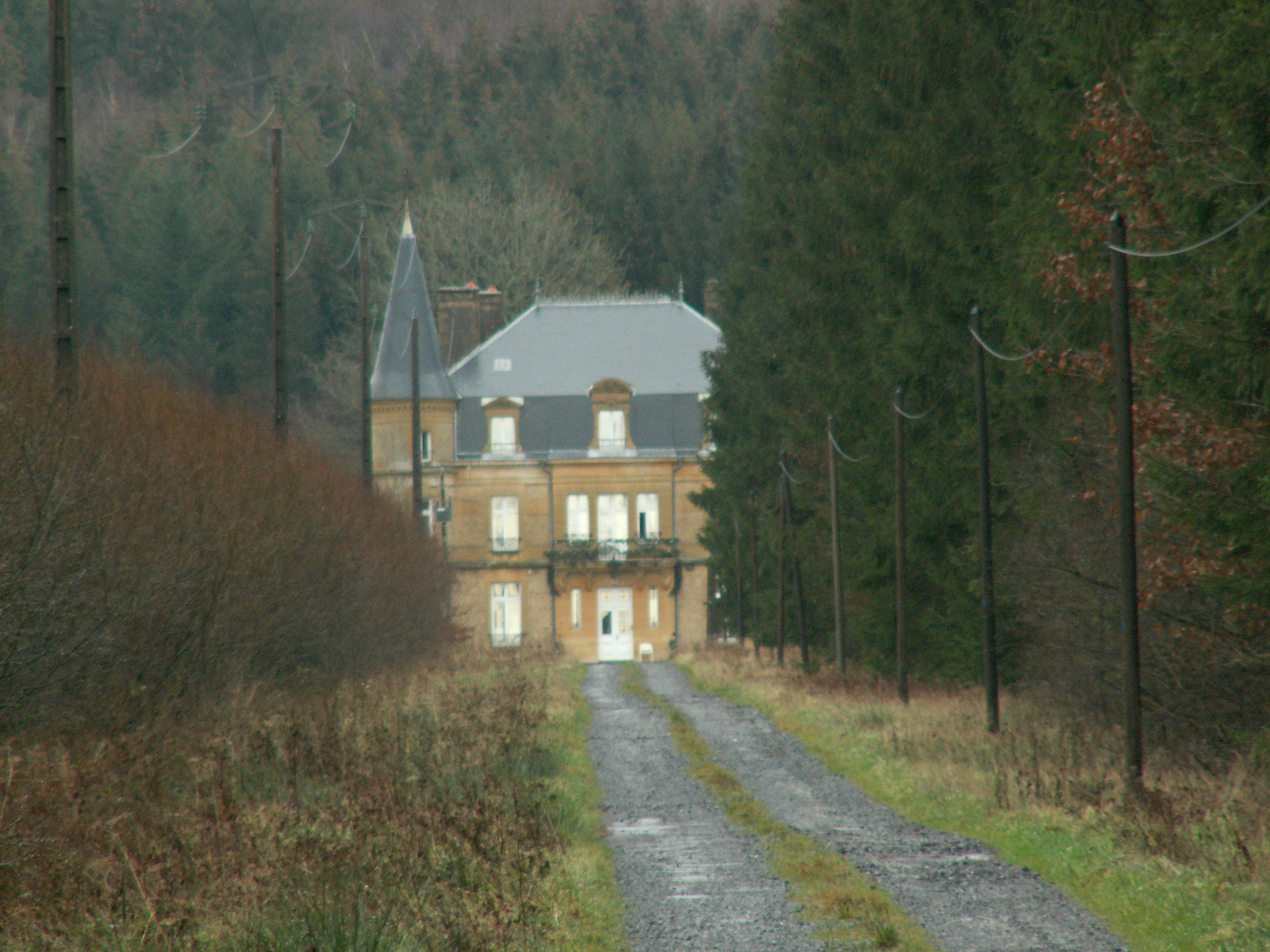
Cadavrele a două victime, Elisabeth Brichet și Jeanne-Marie Desramault, au fost găsite îngropate în grădinile castelului du Sautou din Donchery în iulie 2004. Fourniret și Olivier au cumpărat castelul la sfârșitul anilor 1980, folosind bani furați.

În martie 1988, Michel Fourniret a fost contactat de Farida Hammiche, în vârstă de 30 de ani, soția unui spărgător de bănci pe nume Jean-Pierre Hellegouarch, cu care Fourniret împărțise celula înainte de eliberarea sa din închisoare în octombrie 1987. Hammiche i-a cerut ajutorul lui Fourniret pentru a recupera o pradă furată de membri ai „Gang des postiches” dintr-un cimitir din Fontenay-en-Parisis, constând din lingouri și monede de aur. După ce Fourniret și Hammiche au reușit să recupereze prada, Hammiche i-a dat lui Fourniret o cotă-parte în valoare de 500.000 de franci pentru ajutorul său și a ascuns banii în apartamentul ei din Vitry-sur-Seine. Însă la data de 12 aprilie 1988, Fourniret și Monique Olivier au ademenit-o pe Hammiche să iasă din casa ei și au dus-o cu mașina la Clairefontaine-en-Yvelines, unde a fost strangulată și apoi îngropată, apoi cuplul a intrat în casa ei și a furat prada. Banii obținuți din această infracțiune au fost folosiți pentru a cumpăra un castel numit Château du Sautou în Donchery. Corpul lui Hammiche nu a fost găsit niciodată, iar familia ei a făcut apel la autorități timp de mai mulți ani pentru a afla ce s-a întâmplat cu ea. Abia în timpul investigațiilor ulterioare, după arestarea lui Fourniret și Olivier, s-a descoperit că cei doi au fost responsabili pentru moartea ei.
În luna august, Monique Olivier era însărcinată cu copilul lui Michel Fourniret. La data de 3 august, cuplul a mers cu mașina la un supermarket din Châlons-sur-Marne (în prezent Châlons-en-Champagne) și au întâlnit-o pe Fabienne Leroy, în vârstă de 20 de ani, în parcare. Olivier s-a prefăcut că este bolnavă, iar cei doi i-au cerut lui Leroy să îi însoțească în mașină și să le dea indicații pentru a ajunge la un cabinet medical. După ce Leroy s-a urcat în mașină, cuplul a condus până la o pădure din apropierea taberei militare din Mourmelon-le-Grand. Fourniret i-a ordonat lui Olivier să verifice dacă himenul lui Leroy era intact, pentru a vedea dacă fata era virgină, dar Olivier a refuzat. După ce a violat-o pe Leroy, Fourniret a împușcat-o în piept.
În luna ianuarie a anului 1989, Michel Fourniret a cunoscut-o pe Jeanne-Marie Desramault, o tânără de 21 de ani, în timpul unei călătorii cu trenul spre Charleville-Mézières. Cei doi au schimbat câteva cuvinte până la sosirea în Charleville, unde Desramault a fost cazată la o mănăstire. Ulterior, Fourniret și Olivier, care foloseau identități false, s-au întâlnit din nou cu tânăra în gara din Charleville, pe data de 18 martie. Într-un final, cei doi au convins-o pe Desramault să meargă cu ei la casa lor din Floing, propunere pe care fata a acceptat-o, cu încrederea că Fourniret o va conduce acasă la finalul serii. După ce au ajuns la Floing, Fourniret a întrebat-o pe Desramault dacă era virgină, iar ea i-a spus că nu era și că avea un prieten. Furios, Fourniret a atacat-o, încercând să o violeze. Desramault s-a apărat, însă cuplul a reacționat violent, punându-i un căluș din bandaje adezive înainte de a o strangula. Ulterior, cei doi au dus cadavrul în mașină până la Donchery, unde l-au îngropat în grădina castelului du Sautou.
În luna iulie a anului 1989, Michel Fourniret și Monique Olivier s-au căsătorit. În după-amiaza zilei de 20 decembrie, cuplul a traversat granița franco-belgiană spre Saint-Servais, Namur, împreună cu fiul lor de un an. Acolo, Fourniret a observat-o pe Elisabeth Brichet, o fată de doar 12 ani, mergând spre casa unui prieten. A așteptat-o afară și a rugat-o să-i dea indicații despre cum să ajungă la cabinetul unui medic pentru fiul său. Ea a fost de acord, iar Fourniret și Olivier au luat-o cu mașina la Floing. Când au ajuns la destinație, Fourniret a dezbrăcat-o pe fată și a observat că aceasta era la menstruație. Olivier i-a curățat organele genitale lui Brichet înainte ca Fourniret să o stranguleze a doua zi, în castelul din apropiere, după o încercare eșuată de a o sufoca cu o pungă de plastic. Cadavrulei a fost îngropat în grădina castelului, alături de cel al lui Jeanne-Marie Desramault.
În ciuda faptului că Brichet a dispărut fără urmă, în anii care au urmat, au fost raportate mai multe apariții ale ei, atât în Belgia, cât și în străinătate. Poliția a suspectat mai multe persoane că ar fi răpit-o, inclusiv alt criminal în serie, Marc Dutroux. După arestarea lui Dutroux în 1996, mama lui Brichet, Marie-Noëlle Bouzet, a ajutat la organizarea Marșului Alb în onoarea copiilor belgieni dispăruți și uciși. Abia în anul 2004, după ce Fourniret și Olivier au mărturisit crimele, rămășițele lui Brichet și Desramault au fost găsite și exhumate din grădinile castelului du Sautou, la data de 3 iulie.
La data de 21 noiembrie 1990, Michel Fourniret și Monique Olivier au comis ultima crimă cunoscută, în apropierea coastei vestice a Franței. După ce au ieșit din tribunalul din Nantes, unde fuseseră condamnați pentru jaf, cuplul s-a îndreptat cu mașina spre un centru comercial din Rezé. Ei au văzut-o pe Natacha Danais, o fetiță de 13 ani din localitate, care se îndrepta prin parcare spre casă, după ce fusese trimisă să aducă poșeta uitată a mamei sale. Cuplul a ademenit-o pe Danais în mașină, cerându-i indicații. După ce au condus până într-o zonă retrasă de lângă coastă, Fourniret a înjunghiat-o de două ori în piept cu o șurubelniță și apoi a strangulat-o. Cadavrul fetei a fost abandonat pe plajă. Ulterior, ancheta a dezvăluit că trupul fetei a fost violat după ce fusese ucisă.
Opt zile mai târziu, Jean Groix, un vecin al familiei lui Danais, a fost arestat deoarece o furgonetă albă care îi aparținea corespundea descrierii furgonetei în care se urcase Danais în momentul în care aceasta a dispărut din parcarea centrului comercial. Se pare că în casa lui Groix au fost găzduiți presupuși membri ai organizației teroriste ETA, ceea ce a dus la speculații că Danais a aflat despre acest lucru și că a fost ucisă în mod intenționat de către Groix. Cu toate acestea, Groix nu a fost condamnat pentru această crimă și a rămas în închisoare timp de două luni înainte de a se sinucide în celula sa. Se pare că nu a putut suporta presiunea și povara de a fi acuzat de o crimă atât de gravă.
La începutul anilor 1990 familia Fourniret s-a stabilit în Sart-Custinne, Gedinne, Belgia. Însă, în ciuda aparențelor, Michel Fourniret era departe de a fi un cetățean model. În perioada 2000-2001, el a recunoscut că a comis două crime în Franța, după o pauză de nouă ani și jumătate de la ultima sa infracțiune. Pe data de 16 mai 2000, el a traversat singur frontiera franco-belgiană și a atras în capcana o adolescentă de 18 ani, pe nume Céline Saison, care se întorcea de la școală în după-amiaza târzie. După ce a răpit-o, Fourniret a condus cu ea înapoi în Belgia, unde a violat-o și apoi a strangulat-o cu o frânghie. Cadavrul său a fost aruncat într-o pădure din Sugny, Vresse-sur-Semois. Rămășițele scheletice ale lui Saison au fost descoperite de culegătorii de ciuperci la data de 22 iulie 2000.
Pe data de 5 mai 2001, Michel Fourniret s-a întors la Sedan unde s-a întâlnit cu o fată de origine thailandeză, în vârstă de doar 13 ani, numită Mananya Thumpong. Fourniret o cunoscuse cu câteva săptămâni în urmă și o dusese acasă în fața bibliotecii locale. Sub pretextul că Thumpong ar putea să se joace cu fiul său, Fourniret a invitat-o să vină la el acasă. Fata a acceptat și a urcat în duba sa, fiind condusă la Nollevaux, Paliseul, unde a fost ucisă prin strangulare. Rămășițele ei au fost găsite la data de 1 martie 2002, fiind aproape complet devorate de animale sălbatice.

## Arestare, proces și încarcerare
La data de 26 iunie 2003, Michel Fourniret a fost arestat la domiciliul său din Sart-Custinne, Belgia, în urma unei tentative eșuate de răpire a unei fete de 13 ani. El și soția sa, Monique Olivier, au fost interogați de către autorități, însă fără a se obține informații utile în acest sens. Abia după un an, în 2004, Olivier a declarat poliției că soțul ei a comis mai multe crime începând cu anul 1987. În cele din urmă, Fourniret a recunoscut că a ucis opt femei cu vârste cuprinse între 12 și 30 de ani, precum și un bărbat care nu a fost niciodată identificat. Cadavrele a patru dintre victimele identificate au fost descoperite în Franța și Belgia între anii 1988 și 2002.
După arestare, atât Michel Fourniret cât și soția sa, Monique Olivier, au fost extrădați în Franța, unde au colaborat cu autoritățile pentru a găsi cadavrele a trei dintre cele patru victime dispărute în ultimii doi ani. În cele din urmă, procesul a avut loc în Charleville-Mézières între 27 martie și 28 mai 2008. Fourniret a fost găsit vinovat de uciderea tuturor celor șapte victime ale căror cadavre au fost găsite și a fost condamnat la închisoare pe viață, fără posibilitatea de eliberare condiționată. Olivier, pe de altă parte, a fost condamnată la închisoare pe viață fără posibilitatea de eliberare condiționată timp de 28 de ani. Cei doi au fost, de asemenea, obligați să plătească 1,5 milioane de euro ca despăgubiri morale membrilor familiilor victimelor. Niciunul dintre ei nu a făcut apel la sentință.

## Confesiuni
În februarie 2018, Michel Fourniret a mărturisit că a mai ucis două femei în orașul Auxerre: Marie-Angèle Domèce, o femeie cu handicap în vârstă de 18 ani, în luna iulie 1988, și Joanna Parrish, o studentă britanică în vârstă de 20 de ani, în luna mai 1990.
În martie 2020, Fourniret a mărturisit că a ucis-o pe Estelle Mouzin, o fată de 9 ani care a dispărut din Guermantes în luna ianuarie 2003.  

## Victime cunoscute
| #  | Victima                 | Vârsta | Dispărută                           | Corpul a fost găsit              |
| -- | ----------------------- | ------ | ----------------------------------- | -------------------------------- |
| 1  | Isabelle Laville        | 17     | 11 decembrie 1987 Auxerre           | 11 iulie 2006 Bussy-en-Othe      |
| 2  | Farida Hammiche         | 30     | 12 aprilie 1988 Vitry-sur-Seine     | Nu a fost găsit                  |
| 3  | Marie-Angèle Domèce     | 18     | 8 iulie 1988 Auxerre                | Nu a fost găsit                  |
| 4  | Fabienne Leroy          | 20     | 3 august 1988 Châlons-sur-Marne     | 4 august 1988 Mourmelon-le-Grand |
| 5  | Jeanne-Marie Desramault | 19     | 18 martie 1989 Charleville-Mézières | 3 iulie 2004 Donchery            |
| 6  | Elisabeth Brichet       | 12     | 20 December 1989 Saint-Servais      | 3 July 2004 Donchery             |
| 7  | Joanna Parrish          | 20     | 16 mai 1990 Auxerre                 | 17 mai 1990 Monéteau             |
| 8  | Natacha Danais          | 13     | 21 noiembrie 1990 Rezé              | 24 noiembrie 1990 Brem-sur-Mer   |
| 9  | Céline Saison           | 18     | 16 mai 2000 Charleville-Mézières    | 22 iulie 2000 Vresse-sur-Semois  |
| 10 | Mananya Thumpong        | 13     | 5 mai 2001 Sedan                    | 1 martie 2002 Paliseul           |
| 11 | Estelle Mouzin          | 9      | 9 ianuarie 2003 Guermantes          | Nu a fost găsit                  |

     indică victimele în cazul cărora Fourniret a fost condamnat.

## Decesul
Fourniret a murit la 10 mai 2021, la vârsta de 79 de ani, după ce a fost internat în spital cu probleme respiratorii.